# 安藝號戰艦
安藝（日语：〔〕／ Aki ?）是大日本帝國海軍薩摩級準無畏艦的二號艦，得名自今屬廣島縣的安藝國。當時是使用正字「安藝」作為艦名。
本艦是日本第二艘國產戰艦，亦是大日本帝國海軍第一艘使用蒸汽渦輪發動機做為推進動力的戰艦。該艦並未參與第一次世界大戰；於1922年根據華盛頓海軍條約被解除武裝，後於1924年擔任靶艦時被擊沉。

## 背景
日俄戰爭時，大日本帝國海軍提出了《1904年戰爭海軍補充計畫》的整備方案，並於同年下訂了薩摩級戰艦。與先前的香取級前無畏艦不同，薩摩級戰艦是日本海軍首次向國內造船廠訂購的戰艦。該級戰艦原先計畫搭載12吋艦砲（305毫米）作為主要武裝，但後來卻因為日本國內缺乏如此大口徑的艦砲，同時為了減低建造費用，因此將12吋艦砲的數量減至僅有四門。

## 設計與概述
安芸號戰艦全長150公尺，最大寬度25.5公尺，正常吃水深度為８.4公尺。正常裝載的情況下，安芸號戰艦的排水量可達20,400公噸。艦上官兵總數為931人。
安芸號戰艦採用15座宮原式混燒鍋爐，驅動2具柯帝士·布朗式直結渦輪引擎，共可輸出24,000匹馬力（18,000千瓦），理論速度可達20節（每小時37公里）。在實地測試中，安芸號的動力套件共輸出了27,740匹馬力（20,690千瓦），並達到了20.25節的最大速度。艦上攜帶的燃油與煤炭可供給該艦以10節（約每小時19公里）的航速行駛約9100海里（約16,900公里）。與其姐妹艦薩摩號不同的是，安芸號擁有三具煙囪。
安芸號戰艦裝備了四門裝載於兩個雙聯裝砲塔上的41年式45倍徑12吋艦砲，艦體前後各兩門。41年式艦砲最遠可將重386公斤的穿甲彈發射至22,000公尺外。次要武裝包含六個搭載41式10吋艦砲的雙聯裝砲塔，艦身左右舷側各三個砲塔。由於該艦的次要武裝口徑大於9吋（229毫米），因此安芸號被認為已達準無畏艦的標準。

安芸號戰艦的次要武裝包含八門安裝於艦體兩側的41年式6吋40倍徑艦砲。艦上亦搭載了八門QF 12磅40倍徑速射砲以及四門QF 12磅28倍徑速射砲。此外，安芸號還配有5具18英吋（457毫米）水下魚雷發射管，艦身左右各兩具，另一具則位於船尾。
薩摩級戰艦的水線裝甲帶均裝有克虜伯式接合裝甲，其最大厚度可達9英吋（229毫米）。裝甲厚度越往艦身前後兩側延伸越為薄弱，至艦尾附近僅有約4英吋（102毫米）的裝甲保護。砲塔裝甲的平均厚度為為6英吋（152毫米）。砲座裝甲為7～9.5英吋厚（180～240毫米）。主砲塔裝甲的最大厚度可達8英吋（203毫米）。甲板裝甲為2～3英吋厚（51～76毫米），司令塔則有約6英吋的裝甲防護。

## 建造
安芸號戰艦於1906年3月15日在吳海軍工廠鋪設龍骨，後於1907年4月15日舉行下水儀式。然而，該艦的建造工作卻因日本海軍決定在安芸號戰艦與伊吹號巡洋戰艦上安裝蒸汽渦輪發動機而被推遲了五個月。安芸號戰艦的動力套件安裝作業原本就已落後進度，但該延遲卻使其他艦艇得以優先完工，安芸號的蒸汽渦輪發動機亦可於這些先完工的艦艇上進行上測試。安芸號戰艦最終於1911年3月11日正式完工，並由松村龍雄（まつむら たつお）大佐出任首任艦長。

## 作戰歷史
當第一次世界大戰於1914年8月爆發時，安芸號戰艦正於吳海軍工廠進行升級作業。升級作業甫完成，安芸號即被編入第1戰艦分遣隊，後又於1918年被重編入第2戰艦分遣隊內，並未參與任何戰事。自1915年12月起至1916年12月止，其艦長均由安保清種（あぼ きよかず）大佐擔任。該艦於1922年在華盛頓海軍條約的約束下在橫須賀市被解除武裝，並於1923年除役，轉為靶艦使用；後於1924年9月在東京灣被金剛號巡洋戰艦與日向號戰艦擊沉。艦上的兩門10吋艦砲砲塔被拆下，並被移至岸上作為保衛東京灣的岸防砲使用。

## 外部連結
- Materials of the Imperial Japanese Navy Archive.today的存檔，存档日期2012-07-10